# Vesper (Wisconsin)
Vesper és una població dels Estats Units a l'estat de Wisconsin. Segons el cens del 2000 tenia 541 habitants.

## Demografia
Segons el cens del 2000, Vesper tenia 541 habitants, 234 habitatges, i 153 famílies. La densitat de població era de 186,5 habitants per km².
Dels 234 habitatges en un 29,5% hi vivien nens de menys de 18 anys, en un 52,6% hi vivien parelles casades, en un 10,3% dones solteres, i en un 34,2% no eren unitats familiars. En el 30,3% dels habitatges hi vivien persones soles el 14,5% de les quals corresponia a persones de 65 anys o més que vivien soles. El nombre mitjà de persones vivint en cada habitatge era de 2,31 i el nombre mitjà de persones que vivien en cada família era de 2,88.
Per edats la població es repartia de la següent manera: un 25% tenia menys de 18 anys, un 6,8% entre 18 i 24, un 29% entre 25 i 44, un 23,3% de 45 a 60 i un 15,9% 65 anys o més.
L'edat mediana era de 39 anys. Per cada 100 dones de 18 o més anys hi havia 89,7 homes.
La renda mediana per habitatge era de 38.750 $ i la renda mediana per família de 45.000 $. Els homes tenien una renda mediana de 36.161 $ mentre que les dones 20.833 $. La renda per capita de la població era de 19.327 $. Aproximadament el 6,6% de les famílies i el 7,2% de la població estaven per davall del llindar de pobresa.

## Poblacions més properes
El següent diagrama mostra les poblacions més properes.